# Кути (Молодечненський район)
Кути (біл. вёска Куты) — село в складі Молодечненського району Мінської області, Білорусь. Село підпорядковане М'ясотській сільській раді, розташоване в західній частині області.